# Jonquières (Tarn)
Jonquières (okzitanisch: Jonquièiras) ist eine französische Gemeinde mit 443 Einwohnern (Stand: 1. Januar 2022) im Département Tarn in der Region Okzitanien. Die Gemeinde gehört zum Arrondissement Castres und zum Kanton Plaine de l’Agoût (bis 2015: Kanton Vielmur-sur-Agout). Die Einwohner werden Jonquièrois(es) genannt.

## Geografie
Jonquières liegt etwa 55 Kilometer östlich von Toulouse und etwa neun Kilometer nordwestlich von Castres. Umgeben wird Jonquières von den Nachbargemeinden Lautrec im Norden, Montpinier im Nordosten, Castres im Osten, Carbes im Süden und Südosten, Vielmur-sur-Agout im Süden und Südwesten sowie Cuq im Westen.

## Bevölkerungsentwicklung
| Jahr                      | 1962 | 1968 | 1975 | 1982 | 1990 | 1999 | 2006 | 2013 |
| Einwohner                 | 346  | 333  | 339  | 433  | 450  | 460  | 486  | 459  |
| Quelle: Cassini und INSEE |      |      |      |      |      |      |      |      |

## Sehenswürdigkeiten
- Schloss Braconnac

## Persönlichkeiten
- Philippe Pinel (1745–1826), Psychiater